# Vườn quốc gia Quần đảo Haparanda
Vườn quốc gia Quần đảo Haparanda (Thụy Điển: Haparanda skärgårds Nationalpark) là một vườn quốc gia ở Haparanda, Norrbotten, Thụy Điển.
Nó bao gồm một phần của quần đảo Haparanda ở phía đông bắc của vịnh Bothnian, gần biên giới với Phần Lan. Có hai hòn đảo tương đối lớn là đảo Sandskär và Seskar Furö cùng một số hòn đảo nhỏ và các rạn san hô. Vườn quốc gia này nằm ở phía Tây Vườn quốc gia Perämeri của Phần Lan. 
Tất cả các đảo của quần đảo Harapanda đã nổi lên trong 1500 năm trở lại đây, do đất đá phục hồi sau băng (hay còn gọi là phục hồi lục địa) và tiếp tục tăng vào khoảng 8,5 mm mỗi năm. Vì vậy, các hòn đảo đang dần được mở rộng về diện tích, còn các vùng nước xung quanh các đảo khá nông khiến việc tiếp cận bằng tàu thuyền là không hề dễ dàng. Những hòn đảo được đặc trưng bởi những đụn cát lớn. 